# ماجد العمري
لاعب كرة قدم سعودي سابق.

## مسيرة اللاعب
لاعب نادي الاتفاق ثم انتقل إلى نادي الشباب اصيب مؤخرا برباط الصليبي وقد عاد الآن الملاعب وعاد بعدها إلى الاتفاق وانتقل بعدها للشعلة ومنه إلى النهضة و الكوكب و الثقبة و الجيل.

## وصلات خارجية
- ماجد العمري على موقع أرشيف الشارخ.
- ماجد العمري على موقع قاعدة بيانات كرة القدم.إي يو (الإنجليزية)
- ماجد العمري على موقع ناشيونال فوتبول تيمز (الإنجليزية)
- ماجد العمري على موقع Soccerway.com (الإنجليزية)